# 雷明登R11 RSASS狙擊步槍
雷明登R11 RSASS狙擊步槍（英語：Remington R11 RSASS，簡稱：RSASS，前稱：SASS；RSASS，意為：雷明登半自動狙擊手系統）是一款由美国槍械製造商雷明登軍品分公司（英語：Remington Military Products Division（MPD），雷明登武器公司的分部門）所研製、生產及銷售的Ｒ系列半自動狙擊步槍（精確射手步槍），發射7.62×51毫米北約／民用型.308 Winchester口徑步枪子彈。

## 設計細節

### 特徵
雷明登R11 RSASS狙擊步槍的開發目的是為了替換美國陸軍狙擊手、觀察手、指定射手及班組精確射手的M24狙擊手武器系統，美國陸軍在提交計劃後開放給多家公司參與，包括雷明登／DPMS合伙公司和KAC。然而，KAC的M110狙擊步槍在最後在2005年9月28日勝出並正式定名為M110半自動狙擊手系統（在測試時名為XM110）。其後雷明登和DPMS公司分別在市場上推出民用型，而雷明登推出的民用型就是雷明登R11 RSASS。
雷明登R11 RSASS是由雷明登武器公司所設計、並在JP企業公司的協助以下，研發出來的高精確度和內部配置精良的連發式狙擊步槍。雷明登R11 RSASS使用了由JP企業公司製造的部件來組成，包括使用左側待擊式機匣和扳機組件，但仍然由雷明登銷售並提供支援。RSASS被列明其精度為小於1角分，有效射程可達至1,000公尺（1,093.61碼）。這樣能夠給射手一個半自動武器平台上的戰術優勢。
雷明登R11 RSASS是以AR-10機構為基礎的改進項目，為配備20英寸中型比賽等級槍管的阿瑪萊特AR-10半自動步槍改進型。該槍的直接導氣裝有氣體調節器以減少射擊時火藥燃燒後剩下的污物和積碳殘渣殘留在槍機機框和上機匣以內累積對動作可靠性和射擊精度的影響。扳機扣力從3.5—5磅力之間可調。其機匣以JP企業的LPR-07型步槍改進而成，左側上方具備一個可折疊式拉機柄，這在俯臥姿勢時有利於更舒適地操作。該槍可以使用SR-25／M110模式或馬格普工業公司所生產（需同為SR-25模式）的.308／7.62毫米口徑的19、20發可拆卸式彈匣。

### 槍管
為了達到最大精度，雷明登R11 RSASS的槍管以416型不鏽鋼製造，並且經過低溫處理，有457.2毫米（18英吋）和558.8毫米（22英吋）兩種槍管長度，標準膛線纏距為1：10。其在800公尺（874.89码）的精度達到0.5角分。

### 槍口裝置
槍口上裝上了先進武器裝備公司（簡稱：AAC）的消焰器／制退器，可減少後座力、槍口上揚和槍口焰，並能夠利用其裝上先進武器裝備公司的快速安裝及拆卸消聲器。

### 擊發機構
出自JP企業擊發機構也安裝在鋁合金底座內，原廠稱其為X-Mark Pro火控，扳機扣力從2.5—4.5磅力之間可調節。

### 護木
同樣出自JP企業VTAC式可拆卸式護木，以八角型前托包覆在外面，具有多個槍背帶環安裝位置，前托帶有大量散熱孔，既減輕重量也能加快降溫。內部還預留一套獨特的戰術配件電線管理系統，平底式設計提高射擊時的穩定性。包裹槍管的管狀前托的另一個優點是減少槍管發熱產生的上升空氣導致光學瞄準鏡影像產生的扭曲現象，因此不需要像一些狙擊步槍以一條長織帶遮蔽在槍管上方的方式解決海市蜃楼的問題。

### 槍托
雷明登R11 RSASS的槍托是出產自馬格普工業公司的馬格普PSR，採用質量較輕便的聚合物製造，安裝在底座的尾部作固定裝備，為專門為M16類型的狙擊步槍設計的槍托。槍托具有兩個內置轉盤，以轉動調節支架長度的方式調節槍托底板（英語：Buttplate）及托腮板。槍托底板上還安裝有一塊橡膠製緩衝墊，能有效減輕後座力對射手的衝擊。槍托彎型部份可協助射手緊握。另外還有一條MIL-STD-1913戰術導軌在槍托底部，平時裝上保護套，可按照射手需要用以安裝額外的槍背帶環或後腳架。

### 附件
機匣、前托以至導氣組件前端的導氣箍頂部（12點位置）整合了全長的MIL-STD-1913戰術導軌，雷明登R11 RSASS沒有內置其機械瞄具，必須利用其機匣頂部所設有的一條全長式MIL-STD-1913戰術導軌安裝日間／夜間望遠式狙擊鏡、光学瞄准镜、紅點鏡／反射式瞄準鏡、全息瞄準鏡、棱鏡式瞄準鏡、夜視儀、热成像仪和／或以戰術導軌安裝的機械瞄具作為雷明登R11 RSASS的瞄準具，亦可以使用流行的前後串連式安裝配置模式擴大瞄準具附件的加裝應用模式。雷明登R11 RSASS可以JP企業的單件式雙瞄準鏡安裝環式瞄準鏡座固定狙擊鏡，還預留了帶彈道計算軟件的个人数码助理或小型紅點鏡的連接點。
而八角型前托上有多個導軌連接點，繞著前托的8個方向上都能安裝MIL-STD-1913戰術導軌片。每個附件導軌片具有內置式反後座鎖耳，並且有各種長度選項，以便安裝前握把、兩腳架（例如原廠的哈里斯LM-S兩腳架）、戰術燈、雷射瞄準器。可拆卸的導軌片保證正確的戰術配件可以安裝在正確的位置上。
安裝在底座下方的手槍握把也很容易更換，除了有其專用的手槍握把以外，與市面上各種AR系列握把產品兼容以適應個別需要。
雷明登以一個完整的包裝模式提供R11 RSASS步槍，當中包括一個Leupold瞄準鏡、可快速拆卸式消聲器、哈里斯LM-S兩腳架和一個硬式攜帶盒。

## 使用
雷明登R11 RSASS的主要市場是執法機關和軍隊的特等射手。
截至2013年1月，雷明登R11 RSASS仍然只向軍事／執法機關市場銷售，而不向民間市場銷售。

## 使用國
- 马来西亚
  - 馬來西亞海軍特種作戰部隊

## 流行文化

### 电子游戏
- 2011年—：命名為「RSASS」，以20發彈匣（聯機模式時可使用改裝：延長匣增至30發）供彈，最高攜彈量為80發（戰役模式）和100發（聯機模式），裝有預設的狙擊鏡。戰役模式之中由141特遣隊和前俄羅斯抵抗力量所使用，並可以使用红点瞄准镜（在「風暴之眼」關卡中出現，安裝在左側槍身上，使該槍可在狙擊步槍及戰鬥步槍模式之間切換，但此关卡中玩家只有60发弹药；而在“患难兄弟”关卡中有一个关于此枪的漏洞：玩家扮演的尤里在游戏开始时只往弹匣中塞了一发子弹，但在行动开始后玩家无论如何都不會打空弹匣；另外，此枪在“固若金汤”关卡中也出现过，无消音器及枪身瞄准镜，备弹80发）；聯機模式時於等級44解鎖，並可以使用ACOG光學瞄準鏡、消音器、心跳探測器、延長彈匣、熱能探測式瞄準鏡、可變倍率式瞄準鏡（狙擊鏡）；生存模式時於等級29解鎖，價格為$2,000。
- 2012年—《战争前线》：命名為「Remington R11 RSASS」，以20發彈匣供彈，银灰色枪身，枪口装有类似于反器材步枪的横柱型枪口制动器，为狙击手专用武器。只能通过抽奖获得，可以改装枪口配件（通用消音器、狙击枪消音器、狙击枪制退器）、战术导轨配件（狙击枪双脚架、特殊狙击枪双脚架）以及瞄准镜（狙击枪5.5x瞄准镜、狙击枪4.5x中程瞄准镜、狙击枪4x短程瞄准镜、狙击槍5x快速瞄准镜）。拥有黄金版本，强化射程，威力和载弹量
- 2016年—《逃離塔科夫》

## 資料來源
1. 1 2 3 4 5 6 7 8  . Remington Arms.   [31 December 2012]. （原始内容存档于2017-07-19）.
2. ↑  .   [2011-11-27]. （原始内容存档于2011-11-26）.
3. 1 2 3  Popenker, Max. . Modern Firearms.   [1 January 2013]. （原始内容存档于2012-10-13）.
4. ↑  .   [2011-11-27]. （原始内容存档于2015-01-10）.
5. ↑  . Remington Arms.   [1 January 2013]. （原始内容存档于2013-06-13）.

## 外部連結
- （英文）—Remington Defense—R11 RSASS
- （英文）—Modern Firearms—Remington R11 RSASS rifle / Semi-Automatic Sniper System （页面存档备份，存于）
- （英文）—Remington Semi-Automatic Sniper System (RSASS)
- （英文）—The Firearm Blog.com—Remington Semi-Auto Sniper System (RSASS) （页面存档备份，存于）
- （英文）—The Truth About Guns.com—RSASS (Remington Semi-Auto Sniper System) Revealed. Ish. （页面存档备份，存于）
- （英文）—Tactical-Life.com—SUPERIOR RSASS （页面存档备份，存于）
- （简体中文）—槍炮世界—雷明顿R11 RSASS （页面存档备份，存于）